# 호나우두 마르케스 세레누
호나우두 마르케스 세레누(포르투갈어: Ronaldo Marques Sereno, 1962년 3월 14일 ~ )는 브라질의 축구 선수이다. 1994년 K리그에서 호나우도라는 등록명으로 현대 호랑이에서 활약하였다. 1981년 FIFA 세계 청소년 축구 선수권 대회에서 브라질 U-20 대표팀 멤버로 출전한 경력이 있는 선수이다. 1994년 K리그에 활약 당시 울산 미포항에 들렀던 브라질 선박의 선원들이 호나우두 마르케스 세레누가 뛰는 것을 알고 경기장을 방문하기도 하였다.